# Карл Готліб Швайкарт
Карл Готліб Швайкарт (нім. Karl Gottlieb Schweikart; 28 лютого 1772 (за іншими даними — 1769), Людвігсбург — 16 квітня 1855, Тернопіль) — австрійський художник (портретний живописець і мініатюрист). Батько співачки Вільгельміни Скібінської.

## Біографія
У 1787—1792 роках навчався у Штутгарті. Потім працював у Страсбурзі, Швейцарії, від 1795 року — у Відні та Празі. Від 1802 року жив у Львові.
У доробку Швайкарта представлено широкий суспільний зріз мешканців Львова. Це портрети представників давньої польської шляхти (Я. Батовського, Б. Третера, К. Замойського, Ю. Дідушицького), численних австрійських військових, міщанства, а також буржуазії, що тоді набувала впливу. Серед його робіт, зокрема, портрет Франца Ксавера Моцарта.